# Trywializacja
Trywializacja – zanikanie regionalnej odrębności i zdominowanie dużych obszarów (ekosystemów) przez jeden typ roślinności niezwiązany ze specyfiką geologiczną czy klimatyczną danego regionu.  Wskutek tego pozostają tylko  gatunki wszędobylskie, o szerokiej amplitudzie ekologicznej i tolerancji na zmiany środowiskowe lub pojawiają się ekspansywne gatunki inwazyjne. Trywializacja prowadzi do zacierania lokalnej bioróżnorodności. 